# Lijst van burgemeesters van Houtrijk en Polanen
Dit is een lijst van burgemeesters van de voormalige Nederlandse gemeente Houtrijk en Polanen tot die gemeente in 1863 samen met Zuidschalkwijk opging in de gemeente Haarlemmerliede en Spaarnwoude.
| Ambtsperiode | Naam burgemeester       | Partij of stroming | Bijzonderheden                                                                                   |
| ------------ | ----------------------- | ------------------ | ------------------------------------------------------------------------------------------------ |
| 18?? - 1847  | Pieter (P.) de Leeuw    |                    | schout/burgemeester                                                                              |
| 1847 - 1860  | G.A. de Geus            |                    |                                                                                                  |
| 1860         | Frederik Hendrik Kleine |                    | tevens burgemeester van Haarlemmerliede en Spaarnwoude (1857-1860)                               |
| 1860 - 1863  | Jan Louis van der Burch |                    | tevens burgemeester van Haarlemmerliede en Spaarnwoude (1860-1877) en Zuidschalkwijk (1834-1863) |